# Much Hadham
Much Hadham è un villaggio e parrocchia civile dell'Inghilterra, appartenente alla contea dell'Hertfordshire.